# Raphoe
Raphoe (in irlandese Ráth Bhoth) è una località della Repubblica d'Irlanda. Fa parte della contea di Donegal, nella provincia dell'Ulster.